# Tegena steeleae
Tegena steeleae är en fjärilsart som beskrevs av Fletcher 1961. Tegena steeleae ingår i släktet Tegena och familjen trågspinnare. Inga underarter finns listade i Catalogue of Life.